# Delta Salouma
Delta Salouma ili Delta Sine-Salouma je riječna delta u Senegalu na ušću rijeke Saloum gdje se ulijeva u sjeverni Atlantski ocean. Delta se prostire na 180 000 hektara . Prostire se 72,5 kilometara duž obale i 35 kilometara u unutrašnjosti.
Godine 2011. dio delte od 145.811 hektara proglašen je UNESCO-ovom svjetskom baštinom. Delta sadrži "bokate kanale koji obuhvaćaju preko 200 otoka i otočića, šumu mangrove, atlantski morski okoliš i suhu šumu."
Od ptica koje žive ili prezimljavaju na tom području, tu su: kraljevska čigra (Thalasseus maximus), plamenac (Phoenicopterus roseus), žličarka (Platalea leucorodia), krivokljuni žalar (Calidris ferruginea), kameničar (Arenaria interpres), i mali žalar (Calidris minuta). Osim što je cijenjeno uzgajalište ptica, delta sadrži 218 školjkaša, a predmeti otkriveni na oko 28 grobnih mjesta pružili su važan uvid u povijest ljudskog nastaljivanja na tom području.

## Vanjske poveznice
|  | Zajednički poslužitelj ima još gradiva o temi Delta Salouma |